# Platoul Moldovei

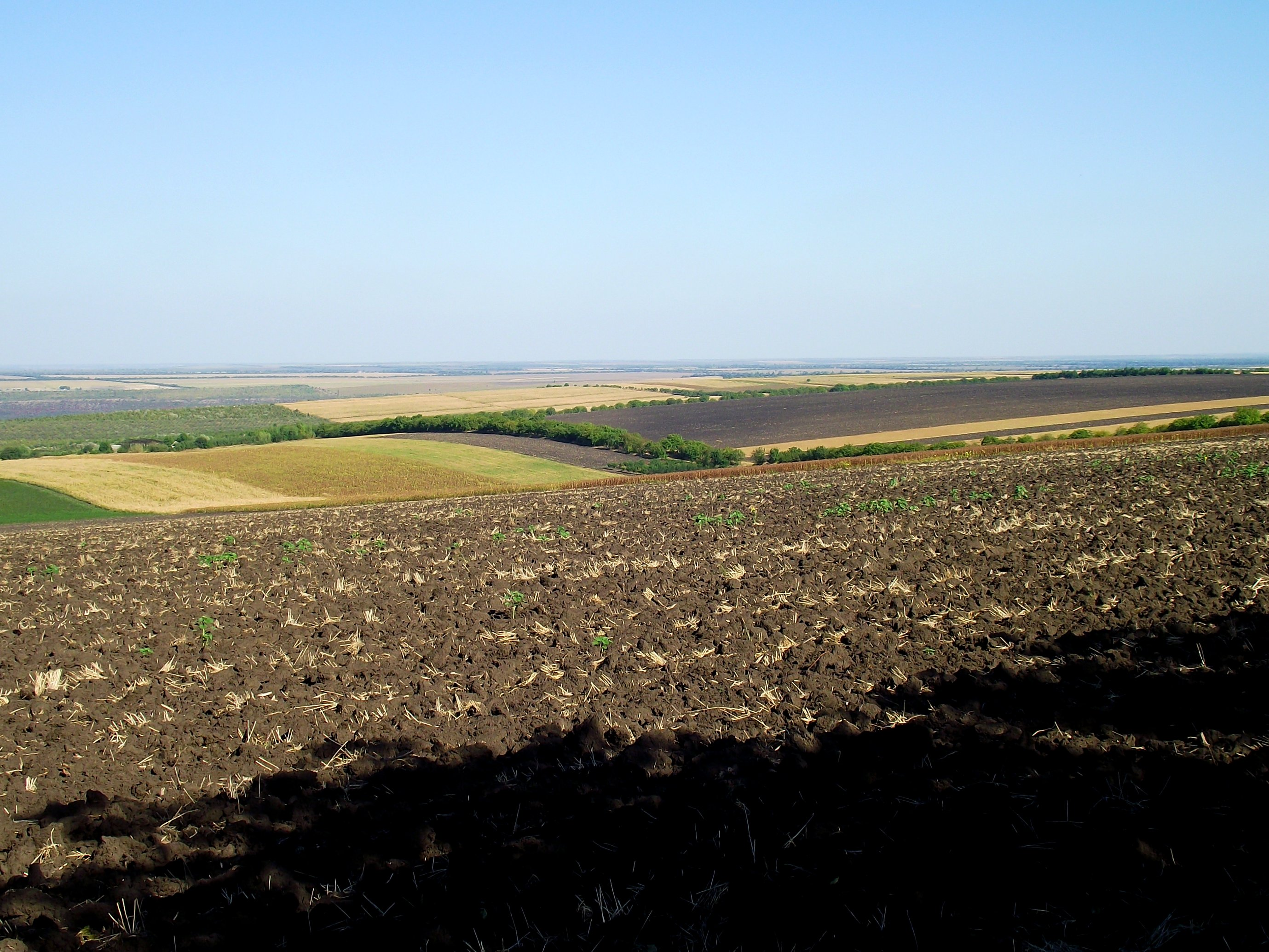
Peisaj tipic, raionul Florești.

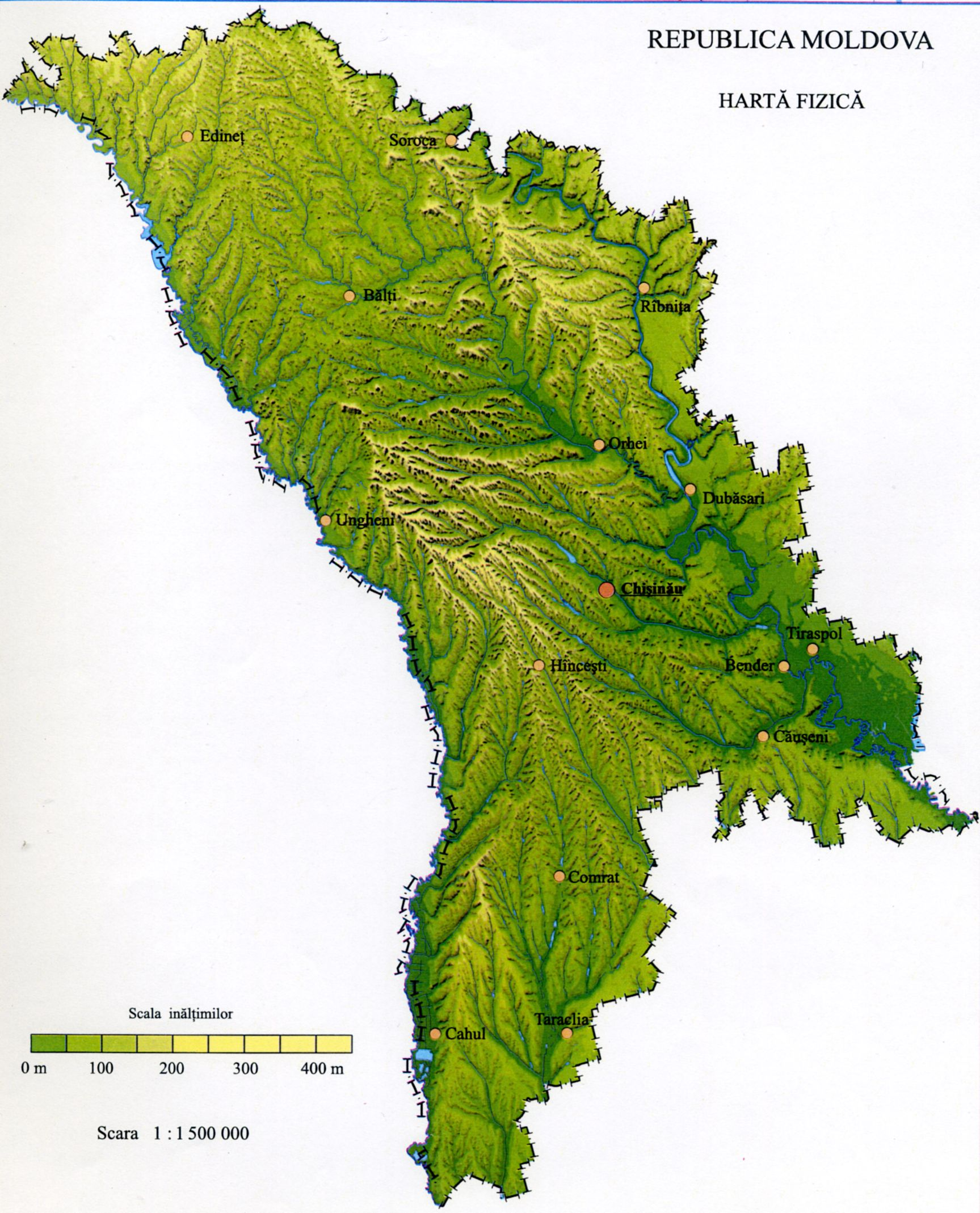
Harta fizică a Republicii Moldova

Platoul Moldovei (găsit și sub forma de Platoul Basarabiei de Nord) este un calc lingvistic după denumirea rusă Молдавское Плато, denumind o formă de relief situată în nordul Republicii Moldova și partea estică regiunii Cernăuți din Ucraina.
Altitudinea maximă atinge 299 m în raionul Ocnița, cea medie fiind de 200 m. Teritoriul podișului este preponderent plat, nivelat, cu mai puține văi și ravene decât Podișul Nistrului sau Podișul Moldovei Centrale. În partea de vest a podișului, în apropiere de bazinul Prutului, la suprafață ies formațiunile sarmațiene, denumite în limba rusă толтры – toltre iar în română – „stîncile Prutului”.